# Bengta Sunesdotter (Bjälboätten)
Bengta Sunesdotter (latin: Benedicta), död 1261, var en svensk adelskvinna, välkänd som huvudpersonen i folkvisan "Junker Lars klosterrov". 

## Biografi
Bengta var dotter till Sune Folkesson och Helena Sverkersdotter och syster till drottning Katarina och därmed medlem av den svenska stormannaklassen.
Hon placerades i Vreta kloster, tillhörande Benediktinorden, för att utbildas. Från klostret blev hon enligt folkvisan bortrövad av lagmannen i Östergötland Lars Petersson, och rymde med honom till Norge. Väl i Norge avled han efter ett par år.
Då hon återvände till Sverige gifte hon sig med Svantepolk Knutsson, som var frilloson till den danske hertigen Knut Valdemarsson.

## Barn med Svantepolk
1. Ingeborg (född cirka 1250, död efter 1341) gift med Johan Filipsson (Aspenäsätten) och Tune Anundsson (Vingätten).
2. Katarina, kom till Vreta kloster 1266, abbedissa där 1289, avgick 1322 eller 1323 och dog 1329.
3. Ingrid (död efter 1350), gift 1288 med riddaren Folke Algotsson (död före 1310).
4. Knut, känd 1296–1301, troligen död före 1310, väpnare.
5. Ingegerd, gift med Brynolf Bengtsson (Bengt Hafridssons ätt) och Mats Törneson (Hjorthorn, Törne Matssons ätt).